# Sông Neckar
Neckar là một con sông dài 362 kilômét (225 mi) ở Đức, chủ yếu chảy qua khu vực tây nam của bang Baden-Württemberg,  với một đoạn ngắn qua Hessen . Sông Neckar là một phụ lưu bên phải chính của sông Rhein. Nguồn nằm ở Schwarzwald-Baar-Kreis gần Schwenningen trong khu bảo tồn Schwenninger Moos ở độ cao 706 m (2.316 ft) trên mực nước biển, nó đi qua Rottweil, Rottenburg am Neckar, Kilchberg, Tübingen, Wernau, Nürtingen, Plochingen, Esslingen, Stuttgart, Ludwigsburg, Marbach, Heilbronn và Heidelberg, trước khi xả trung bình 145 m3 / s (5.100 cu ft / s) nước vào sông Rhein tại Mannheim, ở độ cao 95 m (312 ft) trên mực nước biển, khiến Neckar là phụ lưu lớn thứ 4, và là sông lớn thứ 10 ở Đức. Kể từ năm 1968, tàu Neckar có thể điều hướng cho các tàu chở hàng qua 27 âu tàu dài khoảng 200 kilômét (120 mi) ngược dòng từ Mannheim đến cảng sông Plochingen, tại nơi hợp lưu với sông Fils.
Từ Plochingen đến Stuttgart, thung lũng Neckar tập trung đông dân cư và được công nghiệp hóa mạnh, với một số công ty nổi tiếng. Giữa Stuttgart và Lauffen, Neckar có một cảnh đẹp, quanh co, và ở nhiều nơi, thung lũng có dốc núi bằng đá vôi Trias nguyên thạch và Pleistocen. Dọc theo thung lũng của Neckar trên các ngọn đồi Odenwald, nhiều lâu đài có thể được thấy, bao gồm Lâu đài Hornberg và Lâu đài Guttenberg ở Haßmersheim; Nhà máy điện hạt nhân Obrigheim hiện đã ngưng hoạt động và Nhà máy điện hạt nhân Neckarwestheim còn hoạt động cũng nằm ở đó.

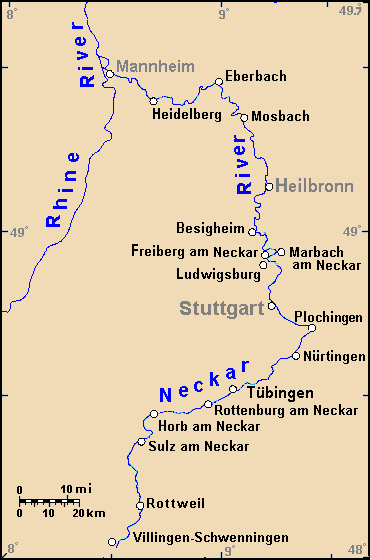
Sông Neckar ở tây nam Đức chảy từ nam tới bắc, và nhập vào sông Rhein ở Mannheim.

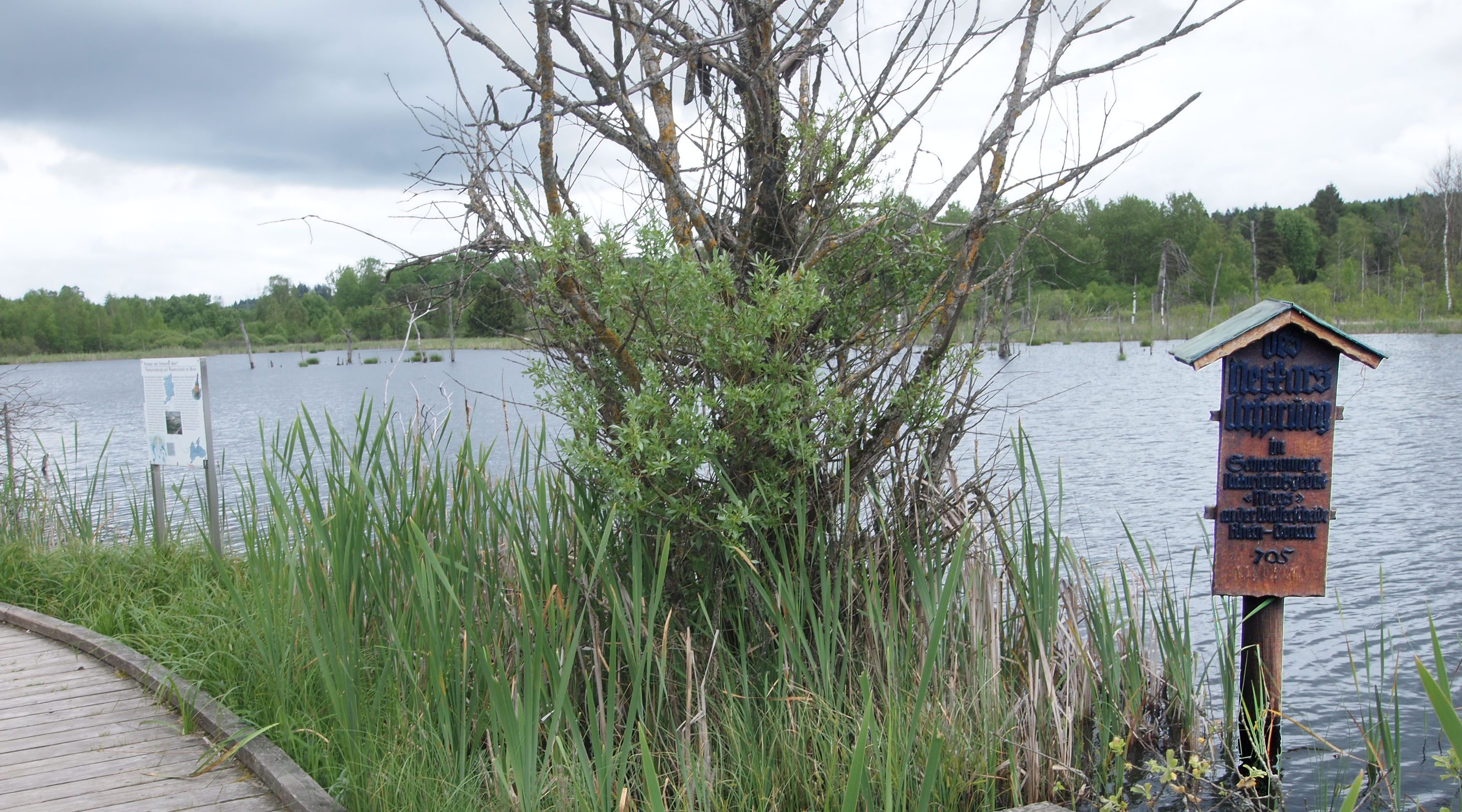
Đầm lầy Schwenning, nguồn sông Neckar

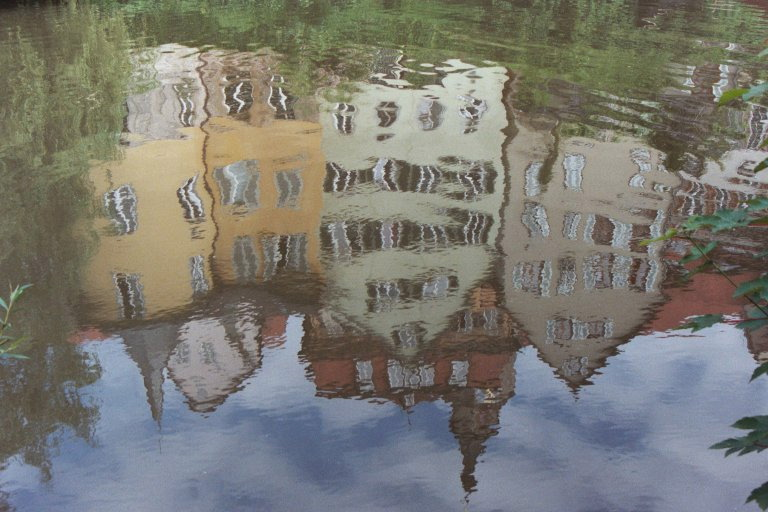
Nhà ở Tübingen phản chiếu xuống sông Neckar

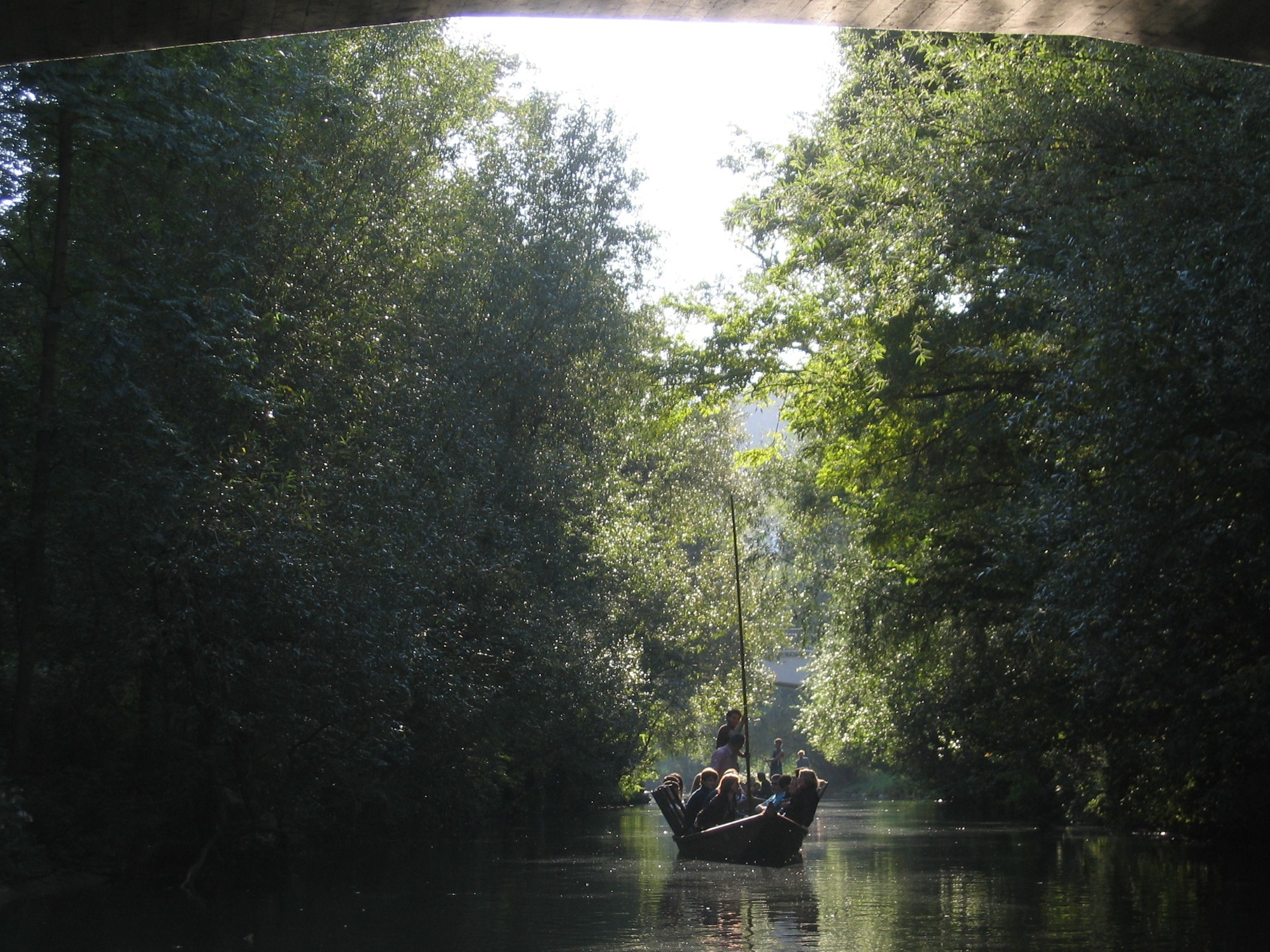
Thuyền chống trên sông Neckar ở Tübingen

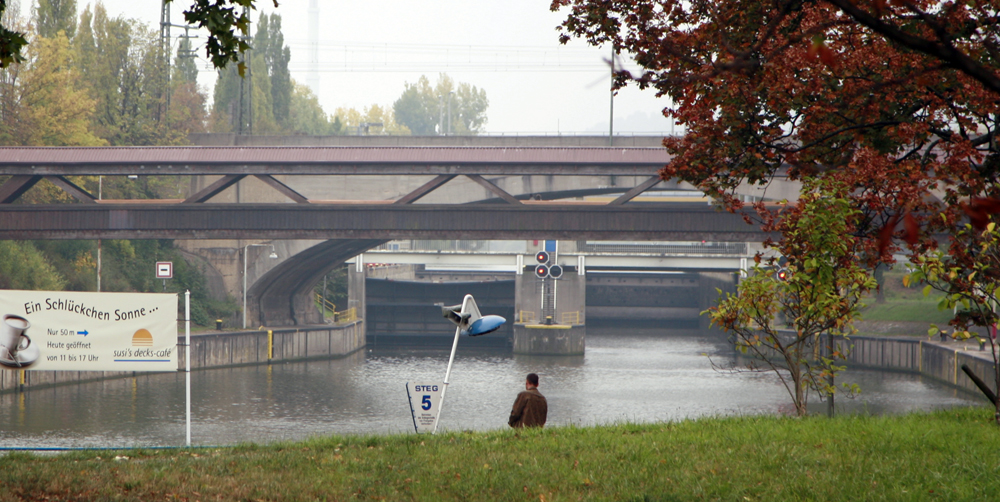
Sông Neckar ở Stuttgart

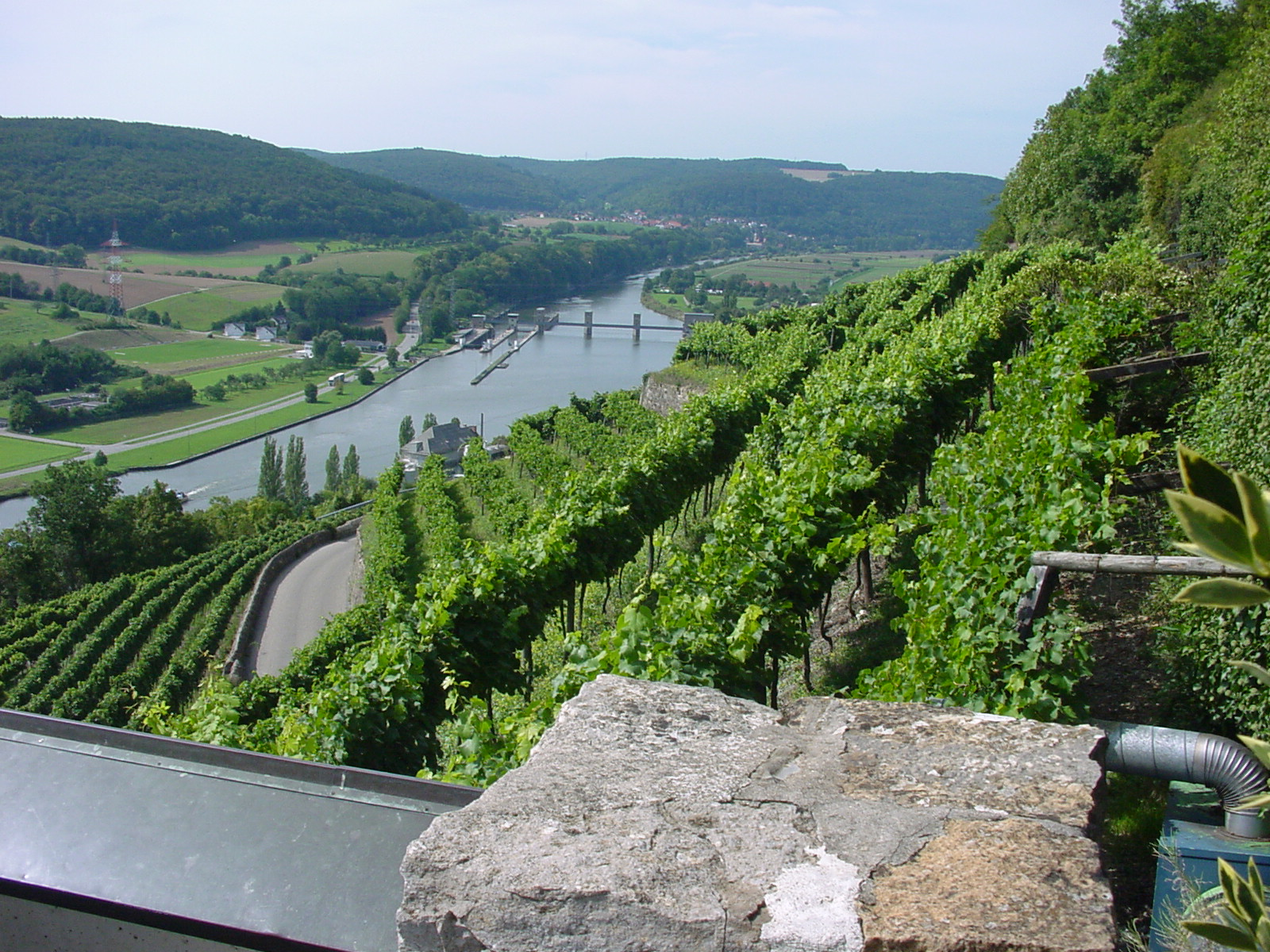
Sông Neckar gần Neckarsulm

Theo truyền thống, các vùng đồng bằng màu mỡ được sử dụng nhiều cho nông nghiệp và các sườn thung lũng dốc của nó làm vườn nho.